# Kallojaure (Jokkmokks socken, Lappland, 740626-169518)
Kallojaure är en sjö i Jokkmokks kommun i Lappland och ingår i Luleälvens huvudavrinningsområde. Sjön har en area på 0,0537 kvadratkilometer och ligger 256,4 meter över havet.

## Delavrinningsområde
Kallojaure ingår i det delavrinningsområde (740671-169533) som SMHI kallar för Utloppet av Kallojaure. Medelhöjden är 269 meter över havet och ytan är 3,05 kvadratkilometer. Det finns inga avrinningsområden uppströms utan avrinningsområdet är högsta punkten. Vattendraget som avvattnar avrinningsområdet har biflödesordning 4, vilket innebär att vattnet flödar genom totalt 4 vattendrag innan det når havet efter 169 kilometer. Avrinningsområdet består mestadels av skog (38 procent) och sankmarker (44 procent). Avrinningsområdet har 0,05 kvadratkilometer vattenytor vilket ger det en sjöprocent på 1,7 procent.